# Doug Lishman
Douglas John Lishman (Birmingham, 14 settembre 1923 – Stoke-on-Trent, 21 dicembre 1994) è stato un calciatore inglese.

## Palmarès

### Club

#### Competizioni nazionali
- Campionato inglese: 1

Arsenal: 1952-1953
- Coppa d'Inghilterra: 1

Arsenal: 1949-1950
- Community Shield: 2

Arsenal: 1948, 1953